# Levels
Singles de Avicii
Collide
(2011) Silhouettes
(2012)
Levels est une chanson du DJ et producteur house suédois Avicii. Sortie le 28 juillet 2011, la chanson est écrite par Avicii et Ash Pournouri. La musique contient un sample gospel de 1962 inspirée de Something's Got a Hold on Me d'Etta James. Levels a inspiré le rappeur américain Flo Rida pour son single Good Feeling. Le single atteint la 1re place des ventes dans le pays d'origine d'Avicii, devenant ainsi le premier no 1 du Dj. Levels atteint le top 10 en Autriche, en Belgique au Danemark, en Allemagne, en Irlande, aux Pays-Bas, en Norvège et au Royaume-Uni. Le clip vidéo est en ligne sur YouTube le 29 novembre 2011.

## Clip vidéo

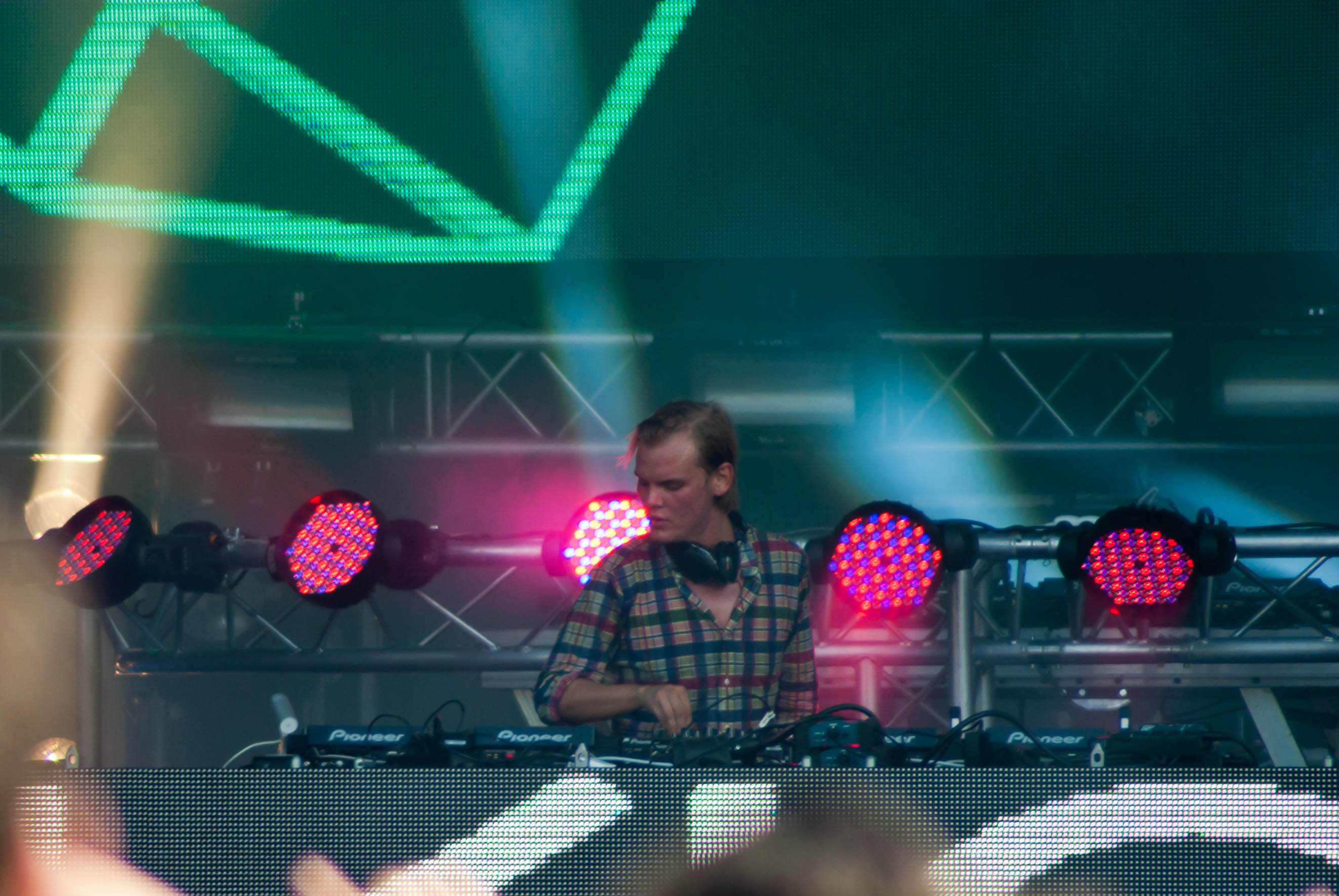
Avicii à Paris en 2011.

Le clip officiel sort le 29 novembre 2011 sur le site YouTube. Réalisée par Petro, la vidéo commence avec un homme qui se rend à son travail très fatigué. Il prend l'ascenseur et, à peine arrivé à son bureau, une personne lui pose sur les bras une grosse pile de dossiers dont il doit s'occuper. Tout semble l'ennuyer, particulièrement lorsque son collègue de bureau se met à tousser. L'homme, toujours aussi ennuyé, parle avec une de ses collègues lorsque son bras se met soudainement à bouger involontairement ; celui-ci se met à écrire sur un bureau "AVICII LEVELS", les mouvements allant de plus en plus vite.
Par la suite, sa collègue, effrayée, décide de consulter son patron. L'homme continue de danser sur les bureaux, renversant des dossiers sous les airs étonnés de ses collègues. Un agent de sécurité arrive et, ne trouvant aucun autre moyen de le calmer, le taze.
Il fait un rêve où il pousse un rocher en gravissant une montagne et en chantant le refrain.
Il se réveille dans une chambre hôpital, sanglé sur un lit et aux côtés de deux infirmiers, en train de jouer aux cartes. Un lotus blanc émane soudainement de sa bouche. Les deux personnes présentes dans sa chambre s'approchent de la fleur ; un infirmier s'approche et prélève du pollen de la fleur avec ses doigts, la goûte, et touche son autre collègue avec.
Ils sont alors "contaminés". Les deux hommes convulsent par terre en même temps que leur patient, lorsqu'une employée de l'hôpital, voyant les deux hommes en état de convulsion, compose le numéro des urgences.
Les deux infirmiers se relèvent, puis "contaminent" à leur tour l'employée de l'hôpital. Les trois employés, contaminés, déambulent dans les couloirs de l'hôpital en dansant. Ils rencontrent d'autres collègues, qu'ils contaminent aussi.
L'homme, qui s'est détaché de son lit en convulsant, se met à tournoyer. Les autres employés de l'hôpital se mettent tous à danser, pendant que l'homme continue de danser.
La musique s'arrête sur un plan de l'ascenseur que l'homme avait emprunté au début, et avec en premier plan le sigle d'Avicii.

## Paroles du refrain
Refrain chanté par la chanteuse Etta James : 

« Oh, sometimes 

I get a good feeling, yeah 

Get a feeling that I never, never, never, never had before, no no 

I get a good feeling, yeah. »

## Liste des pistes
- Téléchargement Digital

1. Levels (Radio Edit) – 3:19
2. Levels (Original Version) – 5:38
3. Levels (Instrumental Radio Edit) – 3:19
4. Levels (Instrumental Version) – 5:38

- CD single

1. Levels (Radio Edit) – 3:20
2. Levels (Original Version) – 5:39

- The Remixes - EP[1]

1. "Levels" (Skrillex Remix) - 4:41
2. "Levels" (Cazzette's NYC Mode Mix) - 5:54
3. "Levels" (Cazzette's NYC Mode Radio Edit) - 3:37

## Classements et certifications
| Classement (2011–2012)                      | Meilleure position |
| ------------------------------------------- | ------------------ |
| Afrique du Sud (Mediaguide)                 | 1                  |
| Allemagne (Media Control AG)                | 6                  |
| Australie (ARIA)                            | 24                 |
| Autriche (Ö3 Austria Top 40)                | 7                  |
| Belgique (Flandre Ultratop 50 Singles)      | 4                  |
| Belgique (Wallonie Ultratop 50 Singles)     | 5                  |
| Canada (Canadian Hot 100)                   | 36                 |
| Croatie (Airplay Radio Chart)               | 7                  |
| Danemark (Tracklisten)                      | 3                  |
| Espagne (PROMUSICAE)                        | 28                 |
| États-Unis Billboard Hot 100                | 60                 |
| États-Unis Pop Songs (Billboard)            | 33                 |
| États-Unis Hot Dance Club Songs (Billboard) | 1                  |
| Finlande (Suomen virallinen lista)          | 10                 |
| France (SNEP)                               | 14                 |
| Hongrie (Dance Top 40)                      | 1                  |
| Hongrie (Rádiós Top 40)                     | 1                  |
| Irlande (IRMA)                              | 3                  |
| Italie (FIMI)                               | 4                  |
| Norvège (VG-lista)                          | 1                  |
| Nouvelle-Zélande (RMNZ)                     | 14                 |
| Pays-Bas (Nederlandse Top 40)               | 4                  |
| Pologne (Dance Top 50)                      | 11                 |
| Tchéquie (IFPI Rádio)                       | 9                  |
| Roumanie (Romanian Top 100)                 | 36                 |
| Royaume-Uni (UK Dance Chart)                | 1                  |
| Royaume-Uni (UK Singles Chart)              | 4                  |
| Slovaquie (IFPI Rádio)                      | 1                  |
| Suède (Sverigetopplistan)                   | 1                  |
| Suisse (Schweizer Hitparade)                | 5                  |

| Classement (2011)               | Position |
| ------------------------------- | -------- |
| Allemagne Classement single     | 75       |
| Pologne Classement single dance | 63       |

| Classement (2012)                         | Position |
| ----------------------------------------- | -------- |
| Allemagne (Media Control Charts)          | 32       |
| Royaume-Uni Singles Chart                 | 59       |
| États-Unis Billboard Hot Dance Club Songs | 32       |

| Pays             | Organisme | Certifications | Vente     |
| Allemagne        | BVMI      | Platine        | 300 000   |
| Australie        | ARIA      | 3 × Platine    | 210 000   |
| Autriche         | IFPI      | Platine        | 30 000    |
| Belgique         | BEA       | Platine        | 30 000    |
| Canada           | CRIA      | Or             | 40 000    |
| Danemark         | IFPI      | 3 × Platine    | 90 000    |
| États-Unis       | RIAA      | Platine        | 1 000 000 |
| Italie           | FIMI      | Platine        | 30 000    |
| Norvège          | IFPI      | 5 × Platine    | 50 000    |
| Nouvelle-Zélande | RIANZ     | Or             | 7500      |
| Suède            | GLF       | 8 × Platine    | 320 000   |
| Suisse           | IFPI      | 2 × Platine    | 60 000    |
| Royaume-Uni      | BPI       | Platine        | 600 000   |
| ---------------- | --------- | -------------- | --------- |

## Historique de sorties
| Pays        | Date             | Format                 | Label           |
| ----------- | ---------------- | ---------------------- | --------------- |
| Australie   | 28 octobre 2011  | Téléchargement digital | Universal Music |
| Danemark    | 28 octobre 2011  | Téléchargement digital | Universal Music |
| Irlande     | 28 octobre 2011  | Téléchargement digital | Universal Music |
| Pays-Bas    | 28 octobre 2011  | Téléchargement digital | Universal Music |
| Suède       | 28 octobre 2011  | Téléchargement digital | Universal Music |
| Allemagne   | 31 octobre 2011  | Téléchargement digital | Universal Music |
| Allemagne   | 15 novembre 2011 | CD single              | Universal Music |
| États-Unis  | 31 octobre 2011  | Téléchargement digital | Universal Music |
| Royaume-Uni | 20 novembre 2011 | Téléchargement digital | Universal Music |